# (1291) Phryné
(1291) Phryné est un astéroïde de la ceinture principale découvert le 15 septembre 1933 par l'astronome belge Eugène Joseph Delporte.
Il est nommé d'après l'hétaïre Phryné.

## Historique
Le lieu de découverte, par l'astronome belge Eugène Joseph Delporte, est Uccle.
Sa désignation provisoire, lors de sa découverte le 15 septembre 1933, était 1933 RA.